# Viktors Valainis
Viktors Valainis (ur. 9 sierpnia 1986) – łotewski polityk, poseł na Sejm, od 2023 minister gospodarki i przewodniczący Łotewskiego Związku Rolników.

## Życiorys
Po ukończeniu szkoły średniej w Jełgawie kształcił się na studiach licencjackich i magisterskich na Ryskim Uniwersytecie Technicznym, które ukończył odpowiednio w 2009 i 2011. Pracował w administracji zajmującej się nieruchomościami w Jełgawie, był zastępcą naczelnika wydziału eksploatacji budynków. Zasiadał w zarządzie fundacji Latvijas Namu pārvaldnieku ģilde.
W wyborach w 2011 uzyskał mandat posła na Sejm XI kadencji z listy Partii Reform Zatlersa; nie przystąpił do klubu poselskiego tego ugrupowania. W 2012 znalazł się w gronie współzałożycieli stowarzyszenia Brīvie demokrāti. W wyborach w 2014 bez powodzenia ubiegał się o reelekcję z ramienia Jedności (z rekomendacji regionalnej formacji Jēkabpils partija); został jednak posłem w 2015 po tym, jak mandat poselski złożył Vjačeslavs Dombrovskis. W 2016 był parlamentarnym sekretarzem w resorcie gospodarki, a od tegoż roku dyrektorem wykonawczym LLPA, organizacji zrzeszającej duże łotewskie miasta. Dołączył do Związku Zielonych i Rolników. Z ramienia tej formacji ponownie wybierany na deputowanego w 2018 i 2022.
We wrześniu 2023 objął stanowisko ministra gospodarki w nowo utworzonym rządzie Eviki Siliņi. Kilka miesięcy wcześniej został nowym przewodniczącym Łotewskiego Związku Rolników. Został także członkiem zarządu Związku Zielonych i Rolników.